# Alavoinen
Alavoinen (en carélien : Alavoine, en finnois : Alavoinen, en russe : Ильи́нский, Iljinski) est une municipalité rurale du raïon d'Olonets en république de Carélie.

## Géographie
La commune d'Alavoinen est située le long de la rivière Alavoisenjoki, à 19 kilomètres à l'ouest d'Olonets.
La municipalité d'Alavoinen a une superficie de 721,52 km2.
Alavoinen est bordée au nord-ouest par Vitele du raïon d'Olonets, au nord-est par Kovera, à l'est par Tuuksi et Olonets, au sud-est par Mäkriä ainsi qu'au sud par l'oblast de Léningrad au dela du lac Ladoga.
Environ 69,8 % du territoire d'Alavoinen est constitué d'eau, 24,0 % de paysages naturels et 5,4 % de terres agricoles.
Kotkatjärvi est traversé par les rivières Alavoisenjoki et Tuuloksenjoki.

## Démographie
Recensements (*) ou estimations de la population
| 1970  | 1979  | 1989  | 2009  |
| ----- | ----- | ----- | ----- |
| 3 320 | 3 141 | 3 334 | 3 102 |

| 2010  | 2013  | - | - |
| ----- | ----- | - | - |
| 2 918 | 2 810 | - | - |